# Alain Fossoul
Alain Fossoul (* 31. Dezember 1928; † 9. Mai 2012) war ein belgischer Fußballspieler. In der Nachkriegszeit gewann der Abwehrspieler, der 80 Erstligaspiele bestritt, fünf nationale Titel.

## Sportlicher Werdegang
Fossoul begann seine Profikarriere 1946, als er in die Erstligamannschaft des RSC Anderlecht aufrückte. Am Ende der Spielzeit gewann er mit der Mannschaft um Henri Meert, Hippolyte Van den Bosch, Jean Valet und Joseph Mermans den ersten Meistertitel der Vereinsgeschichte. 1948 wechselte er zum Ligakonkurrenten Boom FC, kehrte aber nach einer Spielzeit nach Anderlecht zurück. Hier spielte er bis 1955 und stand bei den Meisterschaften 1950, 1951, 1954 und 1955 im Mannschaftskader. Anschließend klang seine Karriere im unterklassigen Ligabereich bei RC Jette aus. 